# 雅各布·海特曼
雅各布·海特曼（德語：Jacob Heidtmann，1994年11月6日—）是德國的一位游泳運動員。他代表德國參加了2016年奧運會男子4×200米自由泳接力的比賽。他也參加了2017年世界游泳錦標賽。